# Guerra livonia
La guerra de Livonia de 1558-1583 fue un largo conflicto militar que enfrentó a Dinamarca, Polonia, Suecia y Rusia para controlar la región histórica de Livonia, que corresponde a los actuales países de Estonia y de Letonia.
En la década de 1550, la confederación de Livonia había sido debilitada por la Reforma, mientras que su vecina Moscovia oriental había crecido en poder después de derrotar a los musulmanes Janes de Kazán y Astracán.
El zar ruso Iván IV de Rusia exigió enormes impuestos: cuarenta mil táleros, que la confederación de Livonia tenía que pagar a la Orden de Dorpat. El conflicto termina con la invasión rusa de 1558. Las tropas rusas ocuparon Dorpat y Narva, poniendo sitio a Reval. La meta del zar ruso era tener el acceso vital al mar Báltico.
Esta acción era contraria a los intereses de otros países. En 1561, debilitada la orden de Livonia, ésta se encontraba dispersada por el Tratado de Vilna, mientras que sus tierras fueron asignadas a Lituania (Curlandia), Suecia (Estlandia) y Dinamarca (Ösel). El último Maestre de la orden de Livonia, Gotthard Kettler, se convirtió en el primer gobernante (vasallo) del Estado lituano ducado de Curlandia, más adelante Mancomunidad Polaco-lituana.
Erico XIV de Suecia y Federico II de Dinamarca enviaron tropas para proteger sus nuevos territorios adquiridos. En 1561, el concejo de la ciudad de Reval en Estonia fue entregado a Suecia. Reval se convirtió en el puesto avanzado para otras conquistas suecas en el Báltico oriental. Hacia 1562, Rusia se encontraba en guerra con los reinos de Polonia y de Suecia. Los ejércitos de los zares lograron victorias al principio, tomando Pólotsk (1563) y Pernau (1575) y conquistando mucho territorio de Lituania, hasta llegar a Vilna.
Rechazando ofertas de paz de sus enemigos, el Zar se hallaba en una posición difícil alrededor de 1579, cuando Opríchnina había interrumpido a fondo la economía rusa, mientras que Lituania se había unido con Polonia (1569) y había adquirido un líder enérgico, Esteban I Báthory (1576). Este no solo reconquistó Pólotsk de Batory, sino que también puso el sitio a Pskov (1581-82). En 1581, un ejército de mercenarios de Suecia al mando de Pontus De La Gardie conquistó la ciudad estratégica de Narva.
Finalmente, en 1582, la paz de Yam Zapolski fue firmada entre Rusia y Polonia, renunciando la primera a sus demandas sobre Livonia. El año siguiente se firmó asimismo la paz con Suecia. Según el Tratado de Plussa, Rusia perdía Narva y la costa meridional del golfo de Finlandia, siendo este su único acceso al mar Báltico. La situación se invirtió parcialmente doce años más tarde, según el Tratado de Tyávzino, que acabó en una nueva guerra entre Suecia y Rusia.
La guerra arruinó la economía de Rusia y sentó parte de las bases de lo que luego fue el Periodo Tumultuoso.

## Antecedentes

### Livonia en vísperas del conflicto
| Orden livonia Obispado de Curlandia Obispado de Ösel-Wiek | Obispado de Dorpat Ciudad de Riga Arzobispado de Riga |

La Terra Mariana antes del estallido de la guerra livonia:
Orden livonia
Obispado de Curlandia
Obispado de Ösel-Wiek
Obispado de Dorpat
Ciudad de Riga
Arzobispado de Riga

La próspera Terra Mariana se había transformado ya a mediados del siglo XVI en la Confederación livonia, con varias religiones y un gobierno descentralizado. El territorio lo ocupaban la Orden Livonia, integrada en la Orden Teutónica, el príncipe-obispo de Dorpat, el de Ösel-Wiek, el obispado de Curlandia, el arzobispado de Riga y la ciudad de Riga propiamente dicha. Además de esta última, las ciudades de Dorpat y Revel y algunos señoríos de caballeros gozaban de tales privilegios que eran casi independientes en la práctica. Las únicas instituciones comunes a todos los territorios livonios eran las asambleas que se reunían regularmente y recibían el nombre de landtag. A las divisiones administrativas se sumaba la rivalidad entre el arzobispo de Riga  y el maestre (landmeister) de la Orden Livonia, que se disputaban la hegemonía regional. La reforma protestante había originado un cisma en el seno de la orden en la década de 1520, aunque la conversión de la región al luteranismo había sigo gradual y había tenido que vencer la oposición de parte de la orden, que conservaba aún ciertas simpatías por el catolicismo, que variaban de intensidad de unos grupos a otros. Así, Livonia hubo de hacer frente a la contienda hallándose dividida administrativamente, sometida a rivalidades internas, sin defensas recias ni apoyo exterior y rodeada de monarquías que pretendían expandir sus territorios: no estaba en situación de afrontar una ofensiva exterior.
Tanto el maestre como los gebietiger de la Orden, así como los dueños de los diversos estados livones eran miembros de la baja nobleza celosos de sus privilegios e influencia que evitaban que surgiese una clase noble superior y más poderosa que ellos. Solamente el arzobispado de Riga logró imponerse en ocasiones a esta pequeña nobleza livonia. Guillermo de Brandeburgo fue nombrado arzobispo y Cristóbal de Mecklemburgo su coadjutor merced a la intercesión de su hermano Alberto I de Prusia, antiguo gran maestre que había  secularizado la parte meridional del Estado monástico de los Caballeros Teutónicos y que en 1525 se había proclamado duque de Prusia. Guillermo y Cristóbal representaban los intereses de Alberto en Livonia, entre ellos el deseo de fundar un ducado hereditario basado en el modelo prusiano. Sin embargo, la Orden pretendía restablecer su poder en Prusia, rechazaba la secularización y se oponía a la formación del ducado hereditario que ansiaba instaurar Alberto.

### Aspiraciones de los Estados colindantes
La Liga Hanseática había perdido el monopolio del próspero y lucrativo comercio báltico para cuando estalló la guerra. Aún participaba en él y había aumentado sus ventas, pero ya compartía el mercado regional con otras flotas, entre las que descollaba la de las Diecisiete Provincias de los Países Bajos y la de Francia. Los barcos hanseáticos no podían competir ya con los buques de guerra de la época, y la pérdida de cuota de mercado le impedía a la liga mantener una gran flota, lo que privó a sus miembros livonios, como Riga, Revel y a su socio comercial de Narva, de protección adecuada frente a posibles agresiones. La Armada danesa, la más poderosa del Báltico, dominaba el estrecho de la Sonda, puerta del Báltico, imponía el pago de peajes a los navíos que lo cruzaban y controlaba las estratégicas islas bálticas de Bornholm y Gotland.
Por su parte, la participación sueca en el comercio regional estaba limitada por la existencia de territorios daneses en el sur de la península escandinava y por la falta de buenos puertos que permaneciesen accesibles durante todo el año, sin congelarse en el invierno. El reino prosperaba pese a ello merced a las exportaciones que hacía de madera, hierro y, sobre todo, cobre, a su creciente armada y a la cercanía de los puertos livonios situados al sur del estrecho golfo de Finlandia]. Suecia había tratado de extender su autoridad por Livonia antes de la contienda, pero el zar ruso lo impidió en la guerra ruso-sueca de 1554-1557 que concluyó con el Tratado de Nóvgorod.
El Zarato ruso hacía frontera con Livonia desde que se había apoderado de la República de Nóvgorod (1478) y el Pskov (1510), y se había fortalecido tras conquistar el Kanato de Kazán (1552) y el de Astracán (1556). El apartamiento de Rusia del comercio marítimo acentuaba la rivalidad con las potencias occidentales europeas. El zar Iván había hecho construir un nuevo puerto, el de Ivangorod, en la orilla oriental del río Narva, en 1550, pero su escasa profundidad limitaba su utilidad a barcos de poco calado. A continuación, el zar había exigido a la Confederación livonia que le pagase seis mil marcos por conservar el obispado de Dorpat; tal exigencia se basaba en el hecho de que los varones adultos de la región habían pagado un marco al antiguo Pskov independiente. Los livonios se comprometieron a abonar lo que les exigía Iván en 1557, pero, como finalmente no lo hicieron, sus representantes fueron expulsados de Moscú y cesaron las negociaciones entre las dos partes. Iván siguió señalando que la continuidad de la Orden livonia requería la anuencia rusa y llegó a amenazar veladamente con emplear la fuerza si no se alcanzaba un acuerdo. Pretendía conectar el Báltico con sus nuevas conquistas junto al mar Caspio para facilitar la importación de armamento moderno en caso de que hubiese de enfrentarse a las potencias europeas occidentales.
Segismundo II Augusto, rey de Polonia y gran duque de Lituania, temía los planes expansionistas rusos. Si Rusia se extendía por Livonia, sería un rival político más fuerte y podría desviar parte del tráfico comercial de la zona, lo que perjudicaría a las tierras de Segismundo. Por ello, este decidió apoyar a su primo Guillermo de Brandeburgo, arzobispo de Riga, en el conflicto que tenía con Guiilermo de Fürstenberg, el maestre de la Orden livonia. Segismundo esperaba que Livonia, como el Ducado de Prusia de Alberto, se hiciese vasalla de Polonia-Lituania. El arzobispo carecía de apoyos sustanciales en Livonia, por lo que tenía que sostenerse fundamentalmente con aliados ajenos al territorio. Uno de los pocos partidarios livonios que tenía era el landmarschall Jasper von Munster, con el que en abril de 1556 planeó una ofensiva contra sus contrincantes que requería la colaboración militar tanto de Segismundo como de Alberto. Sin embargo, el soberano polaco-lituano titubeaba temiendo que la agresión dejase el Voivodato de Kiev vulnerable a un eventual ataque ruso. Cuando el maestre von Fürstenberg se enteró del plan, condujo una hueste a las tierras del arzobispado de Riga y en junio de apoderó de las fortalezas de Kokenhusen y Ronneburg. Jasper von Munster huyó a Lituania, pero los caballeros apresaron al arzobispo y a su coadjutor Cristóbal de Mecklemburgo, que fueron encerrados en Adsel y Treiden. El duque de Pomerania, el rey de Dinamarca y el emperador Fernando I enviaron una delegación a solicitar su liberación. Se convocó una reunión de las partes en Lubeca que debía haberse reunido el 1 de abril de 1557, pero las desavenencias entre Segismundo y los delegados daneses hicieron que finalmente se anulase. Segismundo usó el asesinato de su representante Lancki a manos del hijo del maestre de la Orden como excusa para invadir el sur de Livonia con un ejército de unos ochenta mil soldados. Seguidamente, obligó a los rivales livonios a reconciliarse en su campamento de Pozvol en septiembre. Allí se firmó el tratado homónimo que creó una alianza mutua para la defensa y la ofensa, que tenía por principal objetivo a Rusia y que desencadenó la guerra livonia.

## Disolución de la Orden livonia (1558-1562)

### Invasión rusa de Livonia

Mapa de las campañas rusas en Livonia entre 1558 y 1560.

Para Iván IV la petición de protección de la Confederación livonia a la Mancomunidad polaco-lituana plasmada en el Tratado de Pozvol fue el casus belli que desencadenó las hostilidades. Livonia y Rusia habían firmado una tregua de quince años de duración en 1554 que incluía el compromiso livonio de no coligarse con Polonia-Lituania. En consecuencia, Iván invadió Livonia el 22 de enero de 1558. Los campesinos livonios recibieron a los rusos como libertadores de la autoridad alemana. Muchos castillos se rindieron sin oposición y los rusos tomaron Dorpat en mayo, Narva en julio y pusieron sitio a Revel. Por su parte, las fuerzas livonias recuperaron Wesenberg y otros castillos tras recibir munición y el apoyo de cien artilleros y mil doscientos lansquenetes venidos de Alemania. Los alemanes corrieron el territorio ruso, pero no pudieron recobrar Dorpat, Narva y otras fortalezas menores. La primera arremetida rusa en la región la había dirigido Shahghali, kan de Qasim, y otros dos príncipes tártaros, que encabezaron un heterogéneo ejército compuesto por boyardos rusos, tártaros y cosacos, estos últimos por entonces aún fundamentalmente infantes. Iván conquistó más territorio en las siguientes campañas de 1559 y 1560. En efecto, las huestes rusas volvieron a Livonia en enero de 1559. Las dos partes firmaron una tregua de seis meses (de mayo a noviembre), período en el que Rusia se enfrascó en hostilidades con Crimea.
La invasión rusa hizo que Livonia solicitase infructuosamente el auxilio del emperador Fernando y, al no conseguirlo, el de Polonia-Lituania. El maestre von Fürstenburg huyó a esta y su puesto lo ocupó Gotthard Kettler. Los Estados livonios se sometieron a la protección polaco-lituana en junio de 1559 en virtud del Tratado de Vilna. Sin embargo, el Parlamento polaco (sejm) rehusó ratificarlo, puesto que creía que el asunto solo concernía a Lituania. Segismundo envió a su embajador Martin Volodkov a la corte moscovita de Iván en enero de 1560 con el objeto de que la caballería rusa dejase de talar los campos livonios.

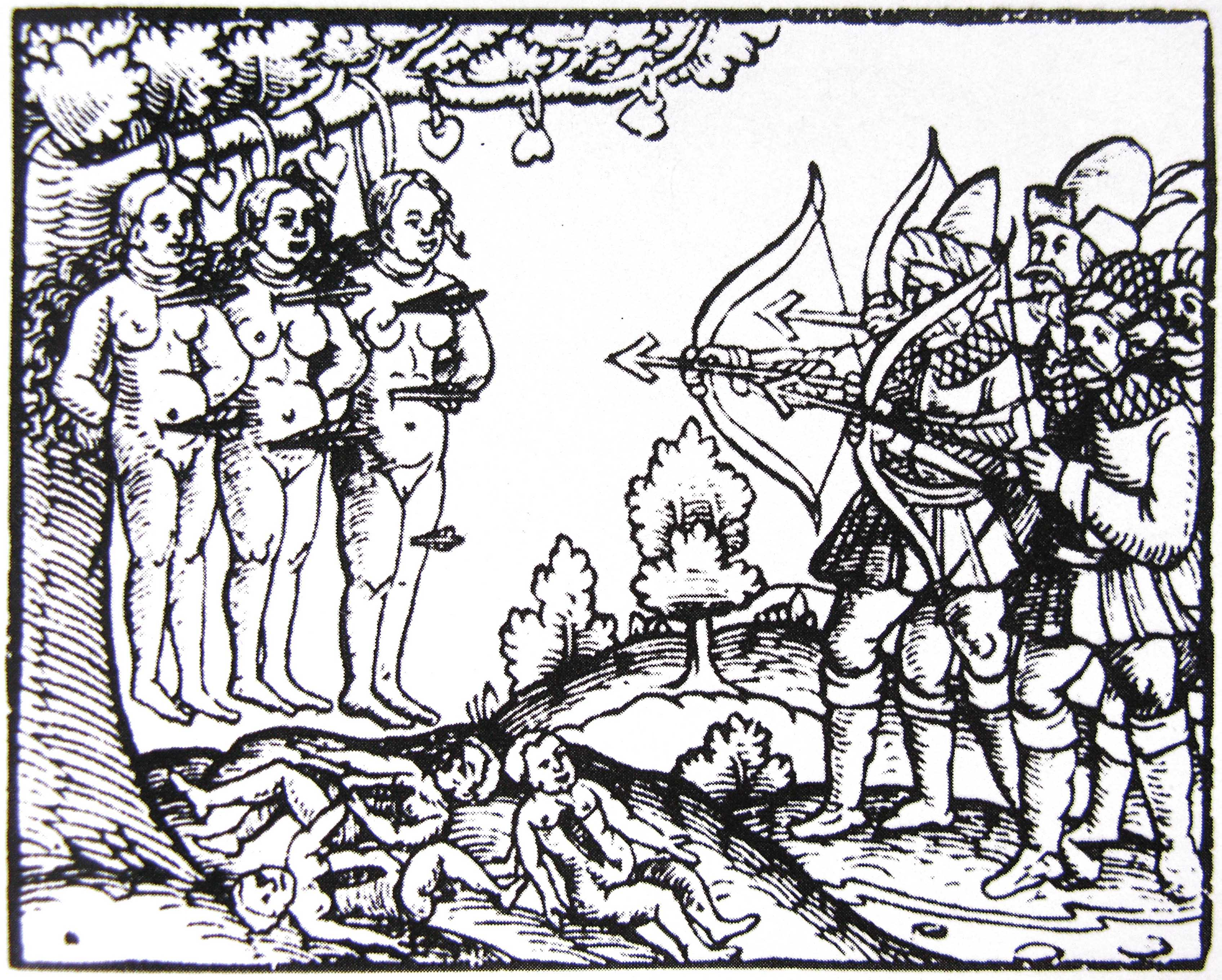
Desmanes rusos en Livonia en un grabado impreso en Núremberg en 1561.

Las victorias rusas se sucedieron en una serie de pequeñas campañas en las que los mosqueteros tuvieron un papel principal: sus armas de fuego destruían las defensas de madera, ayudadas en ocasiones por la acción de la artillería. Las huestes del zar expugnaron importantes fortalezas, como la de Fellin, pero no contaban con los medios para apoderarse de grandes ciudades, como Riga, Revel o Pernau. Infligieron en todo caso una grave derrota a los caballeros livonios en la batalla de Ērģeme de agosto de 1560. Según algunos historiadores, la nobleza rusa estaba dividida sobre el momento más conveniente para invadir Livonia.
Erico XIV, el nuevo monarca sueco, rehusó acudir en ayuda de Kettler, pese a las peticiones de este y de Polonia. Kettler solicitó seguidamente el auxilio de Segismundo. La debilitada Orden livonia fue disuelta en el segundo Tratado de Vilna de 1561. Sus tierras, secularizadas, pasaron a formar parte del Ducado de Livonia y del de Curlandia y Semigalia, que pasaron a depender del Gran Ducado de Lituania. Kettler fue el primer duque de Curlandia y se convirtió al luteranismo. El tratado incluía asimismo el Privilegium Sigismundi Augusti por el que Segismundo se comprometía a garantizar los privilegios de los Estados livonios, entre ellos la libertad de culto para las Confesiones de Augsburgo, la naturalización de la nobleza regional, que quedaba reconocida como tal por la Mancomunidad polaco-lituana (indygenat) y el respeto a la tradicional administración alemana de los nuevos ducados. El tratado impedía igualmente la regulación del culto protestante tanto por las autoridades religiosas como por las seculares.
Parte de la nobleza lituana se opuso al crecimiento de la unión polaco-lituana que conllevaba el pacto de Vilna y ofreció la corona ducal lituana a Iván IV. El zar anunció públicamente el ofrecimiento que se le había hecho, bien porque la considerase interesante o como manera de reforzar su posición en Livonia mientras reunía nuevos ejércitos. En cualquier caso, los dos bandos respetaron la tregua ruso-lituana que abarcó todo 1561 y se había acordado que caducase en 1562.

### Intervenciones danesa y sueca
El obispo Juan von Münchhausen firmó un tratado con Federico II de Dinamarca el 26 de septiembre de 1559: a cambio de la concesión de un crédito y de la garantía danesa de protección, el obispo concedía al rey danés la potestad de nombrar al obispo de Ösel-Wiek, lo que en la práctica equivalía a la venta del obispado por treinta mil táleros. Federico nombró obispo a su hermano el duque Magnus de Holstein, que tomó posesión del cargo en abril de 1560. Para no despertar la alarma de Suecia, Dinamarca trató al tiempo de mediar para alcanzar la paz en la región. Magnus, por el contrario, se dedicó a perseguir sus propios objetivos: compró el vecino obispado de Curlandia sin solicitar el consentimiento de Federico y trató de extender su influencia por Harrien-Wierland. Estas acciones hicieron que entrase en conflicto directo con el rey sueco.
El ejército sueco llegó a la región en 1561: las corporaciones de caballeros bálticos de Harrien-Wierland y de Jerwen se sometieron a Suecia y formaron el Ducado de Estonia. Revel se sometió asimismo a la autoridad del monarca sueco. Dinamarca dominaba todavía el Báltico, pero Suecia deseaba arrebatarle el control apoderándose de la costa oriental del mar. Esto debía permitirle también hacerse con el control del comercio entre Rusia y la Europa occidental, pero desencadenó la guerra nórdica de los Siete Años. Federico II ya protestó en 1561, cuando Revel se sometió al reino vecino, pues afirmaba tener derechos sobre la ciudad que databan del antiguo Ducado de Estonia danés (1219-1346). El intento de Erico XIV de imponer el protectorado sueco a Riga, tras haberse apoderado de Pernau en junio de 1562, lo enemistó también con Segismundo, el rey polaco,, quien mantenía estrechas relaciones con el hermano de Erico, Juan, duque de Finlandia (luego rey de Suecia como Juan III). En octubre de 1562 este desposó a la hermana de Segismundo, Catalina, lo que impidió que la tomase en matrimonio el zar Iván IV. Erico había dado su beneplácito a la unión, pero le disgustó que a continuación su hermano recibiese de Segismundo un préstamo de ciento veinte mil táleros suecos a cambio de un aval consistente en siete castillos livonios. Por consiguiente, Erico ordenó el apresamiento de Juan en agosto de 1563, lo que impelió a Segismundo a coligarse con Dinamarca y Lubeca contra él en octubre de ese mismo año.

## 1562–1570
Las intervenciones de Dinamarca, Suecia y Polonia-Lituania en Livonia desencadenaron una etapa de rivalidad por el control del Báltico, que se denominó en la época dominium maris baltici. Los primeros años hubo frecuentes combates, que dejaron paso a un período de menor intensidad bélica que se extendió entre 1562 y 1570, cuando la guerra se recrudeció. Dinamarca, Suecia y, en menor medida, Polonia-Lituania participaron en la guerra nórdica de los Siete Años (1563-1570) que se libró en la zona occidental del Báltico, pero este conflicto paralelo no restó importancia a Livonia. Dinamarca y Rusia suscribieron en 1562 el Tratado de Mozhaisk, en el que las dos acordaron respetar las pretensiones respectivas sobre Livonia y mantener buenas relaciones. Suecia y Rusia pactaron una tregua de siete años en 1564,. Tanto Iván IV como Erico XIV mostraban ya problemas mentales: el zar se revolvió contra parte de la nobleza y de la población en general con su temida opríchnina a partir de 1565 y dejó el país en un estado caótico, sumido en la guerra civil.

### Conflicto entre Rusia y Lituania

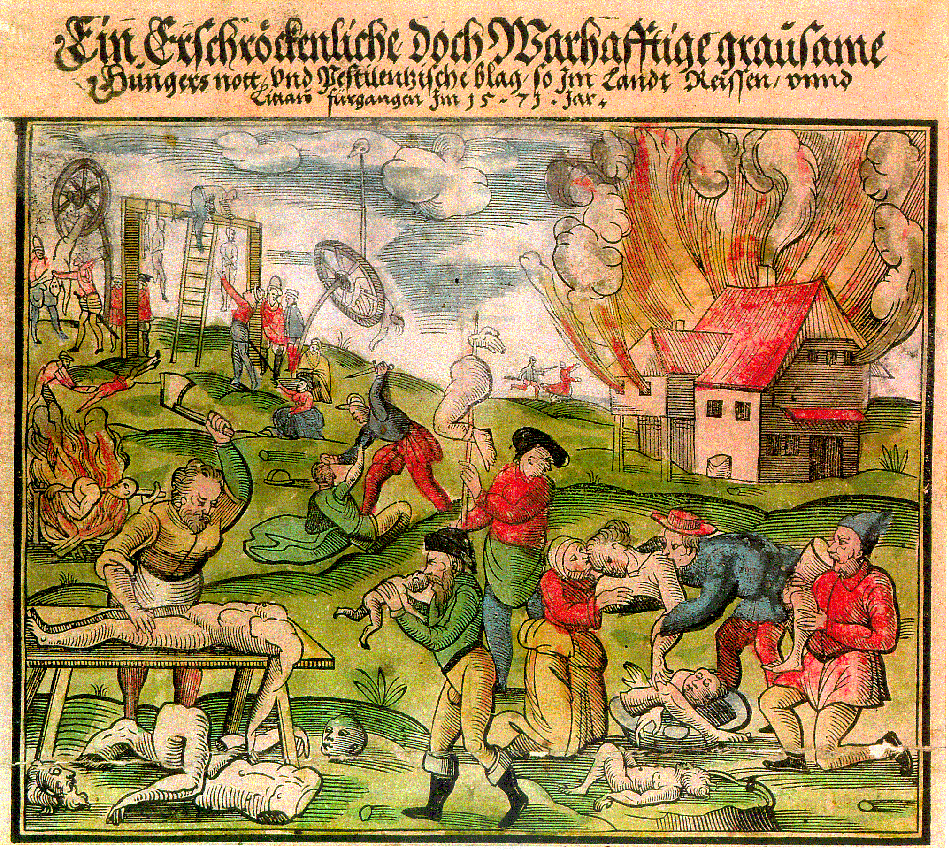
Canibalismo en Lituania durante la invasión rusa de 1571, representada en un grabado alemán.

Iván IV se negó a prorrogar la tregua con Lituania cuando esta llegó a su fin en 1562, pese a que Segismundo era favorable a ello. El zar había empleado la tregua para aumentar sus fuerzas en Livonia e invadió Lituania con ellas. Su ejército saqueó Vitebsk y, tras varias escaramuzas fronterizas, conquistó Polotsk en 1563. Por su parte, los lituanos vencieron en la batalla de Ula de 1564 y en la de Czasniki en 1567, una época de choques intermitentes entre los dos beligerantes. Iván siguió reforzando su autoridad sobre ciudades y pueblos de la Livonia central, pero Lituania le impidió llegar a la costa. Las derrotas de Ula y Czasniki y la traición de Andréi Kurbski hicieron que trasladase la capital al Kremlin de Aleksándrov (véase Aleksándrov), al tiempo que aplastaba toda posible oposición con sus opríchniki.
Una gran delegación diplomática lituana marchó a Moscú en mayo de 1566. Lituania estaba dispuesta a repartirse Livonia con Rusia, con la idea de coligarse con esta y atacar seguidamente a Suecia, que debía ser expulsada de la región. Sin embargo, los diplomáticos rusos interpretaron el gesto lituano como señal de debilidad, por lo que plantearon que, en vez de compartir la disputada región con Lituania, Rusia se la quedase casi por entero a cambio de ceder Curlandia y Pólotsk a Lituania. Los lituanos no veían con buenos ojos la entrega a Rusia de Riga y de la vecina desembocadura del Daugava porque gran parte de su comercio pasaba por la comarca y en consecuencia la habían fortificado. Iván aumentó sus exigencias en julio: reclamó Ösel, Dorpat y Narva. No hubo acuerdo y las partes acordaron un receso de diez días en las negociaciones, que los rusos aprovecharon para celebrar varias reuniones (incluida la del Zemski Sobor) en la que se trataron los asuntos pendientes. El representante eclesiástico en la asamblea abogó por obtener Riga, mientras que los boyardos se mostraron menos interesados en firmar la paz con Lituania, a la que consideraban peligrosa por su asociación con Polonia. Finalmente los embajadores lituanos volvieron a su tierra, las conversaciones de paz fracasaron y se reanudaron las hostilidades.
La Unión de Lublin de 1569 unió en efecto a Polonia y Lituania y creó la República de las Dos Naciones o Mancomunidad de Polonia-Lituania. El Ducado de Livonia, unido a Lituania desde la Unión de Grodno de 1566, quedó sometido a la soberanía conjunta de las dos partes del nuevo Estado. Este firmó una tregua de tres años con Rusia en junio de 1570. Lituania estaba dispuesta a repartirse Livonia con Rusia, con la idea de coligarse con esta y atacar seguidamente a Suecia, que debía ser expulsada de la región. Sin embargo, los diplomáticos rusos interpretaron el gesto l}} Segismundo II, el primer rey de la mancomunidad, murió en 1572 dejando el trono polaco sin sucesor claro, situación que no se repetía desde 1382 y que dio lugar a la elección de soberano de la historia polaca. Algunos nobles lituanos postularon un candidato ruso con la intención de conservar la autonomía del Gran Ducado. Iván, sin embargo, exigió la devolución de Kiev, que la coronación siguiese el rito ortodoxo y la implantación de una monarquía hereditaria paralela a la rusa de la que su hijo Teodoro fuese rey. Los electores polaco-lituanos rechazaron sus condiciones y eligieron a Enrique de Valois (Henryk Walezy), hermano del rey Carlos IX de Francia.

### Conflicto entre Rusia y Suecia
Rusia y Suecia firmaron en 1564 el Tratado de Dorpat, por el que la primera reconocía los derechos de la segunda a Revel y otros castillos y la segunda accedía a que Rusia conservase el resto de Livonia. Los dos países pactaron una tregua de siete años al año siguiente. Erico XIV de Suecia fue destronado en 1568 después de que asesinase a varios nobles en los denominados asesinatos de Sture (Sturemorden) en 1567; lo sustituyó en el trono su medio hermano Juan III. Tanto Rusia como Suecia tenían otros problemas que atender, por lo que evitaron agudizar el conflicto en Livonia. Iván IV había solicitado la entrega a Rusia de la esposa de Juan, la princesa polaco-lituana Catalina Jagellón, pues había sido antaño pretendiente de la princesa. Juan despachó una delegación a Rusia encabezada por Paul Juusten, obispo de Åbo, en julio de 1569, que llegó a Nóvgorod en septiembre, tras la vuelta a Moscú de los embajadores que Iván había mandado a Suecia en 1567 para obtener la cesión de Catalina. Iván se negó a reunirse con la embajada sueca y le hizo tratar con el gobernador de Nóvgorod. Lituania estaba dispuesta a repartirse Livonia con Rusia, con la idea de coligarse con esta y atacar seguidamente a Suecia, que debía ser expulsada de la región. Sin embargo, los diplomáticos rusos interpretaron el gesto l}} El zar exigió que los enviados suecos se dirigiesen al gobernador como «el hermano de su rey», cosa que estos se negaron a hacer, por lo que el gobernador ordenó atacar a la comitiva, despojarla de ropas y dinero y pasear a sus componente desnudos por la ciudad tras privarlos de agua y alimento. Los delegados suecos fueron enviados luego a Moscú, pero, por fortuna para ellos, ni el zar ni sus opríchniki se hallaban en la ciudad, sino que habían partido a saquear Nóvgorod.
Iván no quiso reunirse con la delegación sueca cuando regresó a Moscú en mayo de 1570; tras firmar una tregua de tres años con Polonia-Lituania en junio, dejó de temer una guerra inminente con esta. El zar sostenía que la entrega de Catalina era una condición necesaria para pactar con Suecia y los suecos accedieron a reunirse en Nóvgorod para tratar el asunto. Según el obispo Juusten, en la reunión los rusos reclamaron que los suecos abandonasen su pretensión sobre Revel, prestasen doscientos o trescientos jinetes cuando lo solicitase el zar, pagasen una compensación de diez mil táleros, cediesen las minas de plata finlandesas sitas cerca de la frontera rusa y admitiesen que el zar ostentase el título de «señor de Suecia». La delegación sueca se retiró después de que el zar amenazase con la guerra si Suecia no cedía sus posesiones en Livonia. Juusten permaneció en Rusia, pero Juan rechazó las exigencias de Iván y la guerra entre las dos naciones se reanudó.

### Impacto de la guerra nórdica de los Siete Años
Las desavenencias entre Dinamarca y Suecia desencadenaron la guerra nórdica de los Siete Años en 1563, que terminó en 1570 con la firma del Tratado de Stettin. La contienda se libró principalmente en el oeste y el sur de la península escandinava, si bien hubo importantes batallas navales en el mar Báltico. Ciento cincuenta mercenarios daneses optaron por salvar la vida y pasarse a las filas suecas cuando perdieron la fortaleza de Varberg en 1565. Destacaba entre ellos Pontus de la Gardie, que luego se distinguió al mando de tropas suecas en la guerra livonia. La campaña marítima del almirante danés Per Munck también afectó a Livonia, pues este bombardeó Revel en julio de 1569.
El Tratado de Stettin hizo de Dinamarca la potencia hegemónica del norte de Europa, pero no resucitó la Unión de Kalmar. Las condiciones desfavorables que impuso a Suecia originaron una serie de conflictos que duraron hasta la Gran guerra del Norte de 1720. Suecia aceptó ceder sus posesiones en Livonia a cambio de una compensación que debía entregarle el emperador Maximiliano II de Habsburgo. Este no la pagó, lo que le privó de toda influencia en los asuntos bálticos. No se cumplió lo acordado sobre Livonia y por ello la guerra continuó. El zar interpretó el tratado como una liga de los firmantes en su contra: para Iván la guerra entre Dinamarca y Suecia simplemente había dejado paso a otra de las dos contra Rusia.

## Predominio ruso y establecimiento del Reino de Livonia (1570-1577)
Ocupado por Rusia en 1570
     Ocupado por Rusia en entre 1572 y 1577
Juan III de Suecia hubo de afrontar ataque rusos a sus posesiones en Estonia durante la década de 1570. Revel resistió el asedio ruso en 1570 y 1571, pero otras ciudades menores cayeron en poder del zar. Un ejército sueco de setecientos infantes y seiscientos jinetes al mando de Clas Åkesson Tott (el Mayor) chocaron con un ejército ruso-tártaro de dieciséis mil hombres a las órdenes del kan Sain-Bulat junto al pueblo de Koluvere el 23 de enero de 1573, librando con él la batalla de Lode. Los rusos siguieron avanzando hasta saquear Weissenstein (Paide); asaron vivos a algunos de los jefes de la guarnición vencida, lo que impulsó al rey Juan a despachar una expedición de castigo contra Wesenberg; las fuerzas suecas marcharon contra la plaza en noviembre de 1573 al mando de Klas Åkesson Tott, al que acompañaba en calidad de lugarteniente Pontus de la Gardie. Los rusos también hicieron incursiones en Finlandia y llegaron a Helsingfors en 1572. Las dos naciones firmaron una tregua de dos años para el frente finlandés en 1575.
La contraofensiva sueca se estancó en el asedio de Wesenberg en 1574, y las unidades alemanas y escocesas del ejército sueco se enzarzaron en disputas entre ellas. Las duras condiciones invernales tampoco favorecían el cerco y perjudicaban especialmente a la infantería. La guerra livonia suponía una pesada carga para las finanzas suecas, y a finales de 1573 el país debía a sus mercenarios alemanes veinte mil táleros suecos. Como aval del pago de la deuda, el soberano sueco les entregó los castillos de Hapsal, Leal y Lode, pero como finalmente no la saldó, los soldados los vendieron a Dinamarca.
Los intentos de Magnus de apoderarse de Revel mediante el asedio fracasaron: no lo apoyaban ni el zar ni su propio hermano Federico II de Dinamarca. Iván estaba atendiendo otros asuntos y Federico quizá estaba más interesado en mantener la concordia con Suecia que en colaborar con su hermano en Livonia, quien de todas formas era vasallo del zar. Así las cosas, Magnus abandonó el asedio en marzo de 1571; seguidamente Suecia retomó las operaciones en la zona con el beneplácito del cuñado del rey, Segismundo.
Los tártaros de Crimea devastaron los territorios rusos y saquearon e incendiaron Moscú en el marco de las guerras contra el zar. La sequía y las epidemias habían debilitado la economía rusa y la opríchnina había desorganizado totalmente el gobierno. Esta fue desmantelándose paulatinamente tras la derrota de los tártaros crimeos y de la Horda Nogai en 1572 y los ejércitos rusos se reformaron. Iván IV adoptó una nueva estrategia: creó un gran ejército de decenas de miles de reclutas rusos, cosacos y tártaros que pensaba enviar contra los pequeños ejércitos profesionales y mercenarios de apenas unos millares de soldados que empleaban sus enemigos.
El zar despachó un nuevo ejército de treinta mil a la zona en 1577, que taló los territorios daneses en represalia por la adquisición danesa de Hapsal, Leal y Lode. La campaña eliminó la influencia de Dinamarca en Livonia: Federico pactó con Suecia y Polonia y se retiró de la región. Los suecos asediaron Revel y corrieron el centro de Livonia hasta Dunaburgo, que había pertenecido antiguamente a Polonia-Lituania desde 1561 según lo estipulado en el Tratado de Vilna. Los territorios conquistados se sometieron a Iván o a su vasallo Magnus, que había sido proclamado rey de Livonia en 1570. Magnus se rebeló contra Iván IV ese mismo año, tras haberse apropiado de diversos castillos sin el permiso de este. Kokenhusen se sometió a Magnus para evitar luchar con los ejércitos rusos, pero el zar saqueó la ciudad pese ello y pasó por las armas a los jefes de la guarnición de la plaza. A continuación la atención de la campaña pasó a Wenden, que había sido capital de la Orden livonia y tenía gran importancia estratégica y simbólica.

## Derrota rusa (1577-1583)

### Liga polaco-sueca y contraofensivas
El príncipe transilvano Esteban Báthory fue elegido rey de Polonia y gran duque de Lituania en una reñida votación en la que compitió con el pretendiente Habsburgo Maximiliano II. Tanto la prometida de Báthory Ana Jagellón como Maximiliano habían sido proclamados soberanos en diciembre de 1575, con tres días de diferencia. El conflicto se evitó por la oportuna muerte de Maximiliano en octubre de 1576. Báthory, que deseaba expulsar a Iván IV de Livonia, no podía enfrentarse al zar por tener que afrontar la oposición de Danzig a su entronización; la ciudad báltica contaba además con el apoyo de Dinamarca. La ciudad y el nuevo rey se enfrentaron en 1577; el conflicto se resolvió mediante un acuerdo: Báthory otorgó mayor autonomía a la ciudad a cambio de recibir de ella un pago de doscientos mil zloty. Para obtener otros tantos, nombró al Hohenzollern Jorge Federico administrador de Ducado de Prusia, quien le prometió además su colaboración en la prevista campaña contra Rusia.
Los vasallos polacos de Báthory apenas le aportaron soldados, por lo que hubo de reclutar mercenarios, principalmente polacos, húngaros, bohemios, alemanes y valacos.
El rey Juan III y Báthory se coligaron contra Iván IV en diciembre de 1577, pese a los problemas que originó el fallecimiento de Segismundo, que dejó sin resolver el contencioso sobre la notable herencia de la esposa de Juan, Catalina. Además Polonia reclamaba para sí toda Livonia y no estaba dispuesta a aceptar la cesión de parte de ella a Suecia. Los ciento veinte mil táleros prestados en 1562 aún no habían sido devueltos, pese a los esfuerzos de Segismundo por acabar con esta deuda.
El ejército lituano que se encaminaba al norte se apoderó de Dunaburgo en noviembre, mientras que un contingente polaco-sueco se hizo a su vez con Wenden y su castillo a comienzos de 1578. Los rusos trataron de recuperarla en febrero, pero no lo lograron, y los suecos respondieron dirigiéndose a su vez contra Pernau, Dorpat y Nóvgorod, entre otros objetivos. Iván envió un ejército de dieciocho mil soldados en septiembre que recobró Oberpahlen, por entonces en poder de Suecia, y que seguidamente se encaminó hacia Wenden. El ejército sitió esta, pero una columna de socorro formaba por seis mil alemanes, polacos y suecos desbarató el cerco ruso. Los combates en torno a Wenden costaron graves pérdidas a los rusos y supusieron la primera derrota grave de Iván IV en Livonia.
Báthory aceleró la formación de los nuevos cuerpos de húsares, una novedosa unidad de caballería que sustituyó a las levas feudales. Mejoró además la artillería, que ya gozaba de notable calidad, y reclutó cosacos. Reunió cincuenta y seis mil soldados, treinta mil de ellos de Lituania, para su primer asalto contra Polotsk, parte de una campaña con otros objetivos. Iván tenía sus reservas retenidas en Pskov y Nóvgorod para protegerlas de un posible ataque sueco, por lo que no pudo acudir en auxilio de la ciudad, que cayó el 30 de agosto de 1579. Báthory nombró entonces a su estrecho colaborador e influyente cortesano Jan Zamoyski jefe de los cuarenta y ocho mil soldados —de ellos, veinticinco mil lituanos— que debían asaltar la fortaleza de Velikie Luki, que efectivamente tomó el 5 de septiembre de 1580. Sokol, Velizh y Usvzat se rindieron a continuación casi sin resistir. El ejército polaco-lituano asedió Pskov en 1581, ciudad de recias defensas con numerosa guarnición. Para entonces las Cortes polacas empezaban a oponerse a continuar financiando la guerra y Báthory no consiguió que las fuerzas rusas destacadas en Livonia aceptasen disputar una batalla campal antes de que llegase el invierno. Sin embargo, el zar, que no percibió la creciente debilidad del enemigo, aceptó firmar la Tregua de Jam Zapolski.
El fracaso del asedio sueco de Narva en 1579 hizo que se nombrase a Pontus de la Gardie general en jefe de las tropas destinadas en la región. El ejército sueco se apoderó de Kexholm y Padise en 1580, y al año siguiente, al tiempo que se adueñaba de Wesenberg, otro ejército mercenario al servicio de Suecia tomó finalmente la estratégica Narva. Los suecos habían empleado su pujante flota, así como tropas de tierra para conquistar la ciudad, pero las disputas que luego surgieron con Polonia sobre quién debía quedarse con la plaza agriaron la liga entre las dos naciones. La crónica de Russow afirma que los conquistadores asesinaron a siete mil rusos en venganza por las anteriores matanzas rusas. A la caída de Narva le siguieron las de Ivangorod, Jama y Koporye, que redondearon las conquistas suecas en Livonia.

### Treguas de Jam Zapolski y Plussa
| Polonia-Lituania Ducados vasallos de Polonia-Lituania Reino de Suecia | Reino de Dinamarca-Noruega Rusia |

La división de Livonia en torno a 1600:
Polonia-Lituania
Ducados vasallos de Polonia-Lituania
Reino de Suecia
Reino de Dinamarca-Noruega
Rusia

Las posteriores negociaciones presididas por el legado pontificio y jesuita Antonio Possevino dieron como resultado la Tregua de Jam Zapolski de 1582 entre Rusia y la Mancomunidad polaco-lituana. Supuso una humillación para el zar, en parte porque fue él quien solicitó el cese de los combates. Según lo estipulado en el acuerdo, Rusia cedía todos sus territorios livonios y la ciudad de Dorpat a Polonia-Lituania, que conservaba además Polotsk. Rusia podía conservar, por el contrario, los territorios que había arrebatado a Suecia —particularmente Narva— y Batory le devolvería Velike Luki. Possevino trató sin mucho ánimo de interceder por Juan III ante el zar, pero este rehusó toda consideración por las aspiraciones suecas, probablemente de acuerdo con Batory. El armisticio, que no podía considerarse una paz definitiva, debía durar diez años y se renovó en dos ocasiones: en 1591 y en 1601. Batory no logró que Suecia le cediese sus posesiones livonias, en especial Narva.
Juan se avino finalmente a poner fin a la guerra con Rusia en la Tregua de Plussa que se firmó el 10 de agosto de 1583. Rusia le cedía casi toda Ingria y Suecia conservaba Narva y Ivangorod. La tregua debía durar tres años, pero luego se prorrogó hasta 1590. Suecia reclamó vastos territorios rusos durante las negociaciones, entre ellos Nóvgorod que, aunque posiblemente no eran más que un método negociador, reflejaban las ambiciones territoriales suecas en la zona.

## Consecuencias
El Tratado de Vilna de 1561 dio unos años de estabilidad al Ducado de Curlandia y Semigalia tras la guerra; las disposiciones del tratado se retocaron luego en 1617 en las Formula regiminis y Statuta Curlandiæ que otorgaron a los nobles aborígenes nuevos privilegios a costa de los poderes del duque. Al norte del Daugava, Batory recortó los privilegios que Segismundo había concedido al Ducado de Livonia y trató a los territorios como tierras conquistadas. El Tratado de Drohiczyn de 1581 ya había socavado los privilegios de Riga. El polaco fue sustituyendo progresivamente al alemán como lengua administrativa y el establecimiento de voivodatos redujo la administración de los alemanes del Báltico. Los sacerdotes de la región y los jesuitas aplicaron la contrarreforma, un proceso que contaba con el apoyo de Batory, que cedió ingresos y tierras a la Iglesia católica que había confiscado a los protestantes, si bien su campaña para atraer colonos católicos a la zona no tuvo éxito. Sin embargo, la población livonia no se convirtió en masa y las Cortes livonias vieron con malos ojos las medidas procatólicas.

Mapa del Imperio sueco, incluido el Báltico, en el que se muestran las fechas en que cada territorio perteneció a Suecia.

La tregua de Plussa acabó en 1590, y los combates entre Rusia y Suecia se reanudaron; la contienda acabó con el Tratado de Teusina por el que Suecia cedía Ingria y Kexholm a Rusia. La Liga polaco-sueca empezó a resquebrajarse cuando el rey polaco y gran duque lituano Segismundo III, como hijo de Juan III de Suecia (fallecido en 1592) y de Catalina Jagellón, fue entronizado en Suecia; hubo de enfrentarse a la fracción opositora que encabezaba su tío Carlos de Södermanland (luego Carlos IX), que deseaba proclamarse regente. Suecia se sumió así en una guerra civil en 1597, a la que siguió en 1598-1599 la de Derrocamiento, que terminó con el destronamiento de Segismundo por las Cortes suecas.
Los nobles de la zona solicitaron la protección de Carlos en 1600 cuando el conflicto se extendió a Livonia, en la que Segismundo trató de arrebatar a su rival el Ducado de Estonia, que deseaba integrar en el de Livonia. Carlos IX expulsó al ejército polaco de Estonia e invadió el Ducado de Livonia, lo que desencadenó una serie de guerras con la mancomunidad. Por entonces Rusia se hallaba sumida en una guerra civil en la que los contendientes se disputaban el trono vacante. El conflicto se mezcló con las campañas livonias cuando los ejércitos sueco y polaco-lituano tomaron partido por los diversos pretendientes; la intervención polaca desató a su vez la guerra polaco-rusa de 1605-1618. Las tropas de Carlos IX fueron expulsadas de Livonia tras varios descalabros en las batallas de Kircholm (1605) y Klushino (1610). El sucesor de Carlos IX, Gustavo II Adolfo de Suecia, recobró Ingria y Kexholm en la guerra de Ingria; las dos fueron cedidas a Suecia en el Tratado de Stolbovo de 1617, junto con la mayor parte del Ducado de Livonia. Suecia ocupó varias ciudades livonias más en 1617, tras recuperarse de la reciente guerra de Kalmar con Dinamarca, pero solamente conservó Pernau después de que Polonia-Lituania contraatacase. Los suecos emprendieron una nueva ofensiva que empezó con la conquista de Riga en 1621 y permitió expulsar a los polaco-lituanos de casi toda Livonia, llevando a la formación del dominio de la Livonia Sueca. El ejército sueco penetró seguidamente en la Prusia Real y Polonia-Lituania acabó por aceptar las conquistas enemigas en Livonia en el Tratado de Altmark de 1629.
Dinamarca cedió Øsel a Suecia en el Tratado de Brömsebro de 1645 que puso fin a la guerra de Torstenson, uno de los conflictos de la guerra de los Treinta Años. Suecia la conservó en la Paz de Oliva y en el Tratado de Copenhague (1660), ambos firmados en 1660. La situación territorial siguió inmutada hasta 1710, cuando Estonia y Livonia capitularon ante Rusia durante la gran guerra del Norte, acto que luego quedó plasmado en el Tratado de Nystad de 1721.